# Rudolf von Borries
Rudolf Wilhelm Philipp Albert Christian Konstantin von Borries (Danzig, 27. listopada 1863. -  Oberwiesenthal, 30. kolovoza 1932.) je bio njemački general i vojni zapovjednik. Tijekom Prvog svjetskog rata bio je načelnikom stožera XVI. korpusa i 7. armije, te je zapovijedao 13. pješačkom i 48. landverskom divizijom na Zapadnom bojištu.

## Vojna karijera
Rudolf von Borries je rođen 27. listopada 1863. u Danzigu. Sin je Hansa von Borriesa, inače pukovnika u pruskoj vojsci, i Marie Borries rođ. Birckhahn. Nakon završetka srednje škole u listopadu 1882. stupa u prusku vojsku služeći u Magdeburskoj streljačkoj pukovniji. Od srpnja 1887. obnaša dužnost pobočnika bojne, da bi potom od listopada 1889. bio imenovan pobočnikom u okružnom zapovjedništvu u Muhlhausenu. Od listopada 1891. pohađa Prusku vojnu akademiju koju pohađa iduće tri godine. U međuvremenu je, u ožujku 1892., promaknut u čin poručnika, a istog tog mjeseca je premješten na službu u Oldenbursku pješačku pukovniju. Nakon završetka školovanja na akademiji, u lipnju 1894. kratko se vraća u matičnu jedinicu, da bi od studenog 1894. boravio u Rusiji kako bi naučio ruski jezik. U Rusiji boravi do travnja 1895. nakon čega je raspoređen na službu u Glavni stožer. U Glavnom stožeru služi do ožujka 1897. kada je unaprijeđen u čin satnika, te raspoređen na službu u stožer XVII. korpusa smještenog u Danzigu.
U lipnju 1899. premješten je na službu u 2. hanseašku pukovniju u Hamburg gdje zapovijeda satnijom. U navedenoj pukovniji služi iduće dvije godine kada je premješten u 29. pješačku diviziju sa sjedištem u Freiburgu gdje obnaša dužnost prvog stožernog časnika. Potom od rujna 1903. ponovno služi u Glavnom stožeru tijekom koje službe je u listopadu promaknut u čin bojnika. Istodobno predaje i na Vojnoj tehničkoj akademiji. Nakon toga, obnaša stožerne dužnosti i to najprije u XVI. korpusu gdje je prvi stožerni časnik, a potom ponovno u Glavnom stožeru. U siječnju 1911. imenovan je načelnikom stožera XVI. korpusa sa sjedištem u Metzu koju dužnost obnaša i na početku Prvog svjetskog rata

## Prvi svjetski rat
Na početku Prvog svjetskog rata XVI. korpus u kojem je Borries obnašao dužnost načelnika stožera nalazio se na Zapadnom bojištu u sastavu 5. armije kojom je zapovijedao prijestolonasljednik Vilim. Šesnaestim korpusom zapovijedao je pak Bruno von Mudra, te u sastavu istog Borries na početku rata sudjeluje u opsadi Longwyja. U ožujku 1915. imenovan je načelnikom stožera 7. armije kojom je zapovijedao Josias von Heeringen. Tijekom službe u navedenoj armiji u kolovozu 1916. promaknut je u čin general bojnika.
Dužnost načelnika stožera 7. armije obnaša do veljače 1917. kada je imenovan zapovjednikom 13. pješačke divizije zamijenivši na tom mjestu Kurta von dem Bornea. Navedena divizija držala je položaje kod Verduna, da bi u ožujku i travnju 1917. sudjelovala u Drugoj bitci na Aisnei. Za uspješno zapovijedanje u navedenoj bitci odlikovan je 4. kolovoza 1917. ordenom Pour le Mérite. U ožujku 1918. s 13. pješačkom divizijom sudjeluje u Proljetnoj ofenzivi u kojoj je divizija pretrpjela velike gubitke. U rujnu 1918. imenovan je zapovjednikom 48. landverske divizije kojom zapovijeda do kraja rata.

## Poslije rata
Nakon završetka rata Borries zapovijeda 105 pješačkom divizijom koja je bila smještena na granici prema Poljskoj. Potom je premješten u Reichswehr gdje zapovijeda najprije 34., potom 4., te konačno 6. pješačkom brigadom. U ožujku 1920. je umirovljen. Nakon umirovljenja, kao član povijesnog povjerenstva Reichsarhiva i predsjednik Vojnog znanstvenog instituta, posvećuje se izučavanju vojne znanosti.
Preminuo je 30. kolovoza 1932. u 70. godini života u Obrewiesenthalu. Od rujna 1920. je bio oženjen s Eliseom Sophie von Oppen u kojem braku nije imao djece.

## Vanjske poveznice
(eng.) Rudolf von Borries na stranici Prussianmachine.com

(njem.) Rudolf von Borries na stranici Familievonborries.de  Arhivirana inačica izvorne stranice od 19. prosinca 2018. (Wayback Machine)